# Приречье (Липецкая область)
Прире́чье — деревня в Елецком районе Липецкой области. Входит в состав Воронецкого сельсовета.

## География
Деревня находится в южной части района, на правом берегу реки Быстрая Сосна, при впадении в неё реки Паниковец, на расстоянии 13 км к юго-западу от города Елец, административного центра района.

### Часовой пояс
Деревня Приречье, как и вся Липецкая область, находится в часовой зоне МСК (московское время). Смещение применяемого времени относительно UTC составляет +3:00.

## История
Возникла как посёлок в конце 1920-х годов. Название – по месту расположения на берегу реки Быстрая Сосна. В 1932 году проживало 90 человек. Позднее населённый пункт стал деревней.

## Население
| 2010 |
| ---- |
| 16   |